# Synogonia carinatus
Synogonia carinatus är en insektsart som beskrevs av Nielson och Carolina Godoy 1995. Synogonia carinatus ingår i släktet Synogonia och familjen dvärgstritar. Inga underarter finns listade i Catalogue of Life.